# Przylądek San Antonio
Przylądek San Antonio (hiszp. Cabo San Antonio) – przylądek na Kubie, znajdujący się w gminie Sandino w prowincji Pinar del Río. Stanowi najbardziej na zachód wysunięty fragment kraju. Rozdziela wody zatoki Guanahacabibes (na północy) od zatoki Corrientes (na południu).
Około 240 km na zachód znajduje się przylądek Catoche na półwyspie Jukatan w Meksyku.
Na przylądku wybudowano latarnię morską Roncali.
Przylądek wyznacza zdefiniowaną przez Międzynarodową Organizację Hydrograficzną granicę pomiędzy Zatoką Meksykańską a Morzem Karaibskim.